# Die Kleine vom Varieté
Die Kleine vom Varieté ist der Titel einer Stummfilmkomödie, die Hanns Schwarz 1926 nach einem Drehbuch, das Wilhelm Thiele nach einem Bühnenstück von Alfred Möller geschrieben hatte, für die Davidson-Film AG (Berlin) des Produzenten Paul Davidson realisierte. Den Verleih übernahm die Universum Film AG (UFA). In den Hauptrollen waren Ossi Oswalda und der dänisch-österreichische Operettentenor Max Hansen zu sehen.

## Handlung
Der junge Zahnarzt Peter Kretschmar steckt finanziell in der Klemme, denn kaum ein Patient verirrt sich in seine neu eröffnete Praxis. Sein Onkel Jeremias unterstützt ihn zwar regelmäßig mit einem Wechsel, stellt jedoch eine Bedingung: Peter soll aus geschäftlichen Gründen Josette Rübe, die Tochter des verstorbenen Kompagnons von Jeremias, heiraten. Andernfalls werde er seine finanzielle Unterstützung für ihn einstellen. Der Onkel ahnt nicht, dass Peter längst verheiratet ist: mit Ellen, die unter dem Namen Rositta als Varietékünstlerin auftritt. Da kündigen Onkel Jeremias und Josette überraschend ihren Besuch in Berlin an, um die Vermählung anzubahnen. Wie kann Peter seine Ehe mit Ellen geheim halten, ohne sie gleichzeitig zu gefährden? Wie Josette geschickt auf Distanz und gleichzeitig den Onkel bei Laune halten? (Nach: filmportal.de/Murnau-Stiftung)

## Hintergrund
Die Filmbauten schuf Hans Jacoby. An der Kamera stand Curt Courant. Der Film lag der Reichsfilmzensur am 16. August 1926 zur Prüfung vor und durfte unter der Nummer B 13435 passieren. Er wurde am 3. September 1926 in Berlin uraufgeführt und lief auch in Portugal und Finnland.

## Rezeption
Die Kleine vom Varieté wurde 1926 in der Fach- wie in der Tagespresse durchwegs wohlwollend besprochen, so z. B. in der Lichtbildbühne und in der Täglichen Rundschau.
„Flottes Tempo, atemberaubende Spannung und zwerchfellerschütternde Situationen. Messer blitzen, Revolver krachen, es regnet Küsse und hagelt Ohrfeigen“, bilanzierte die Tägliche Rundschau vom 5. September 1926. Darin hieß es weiter: „Amüsant und verschiedenartig die Menschen, die durch ihren Witz, ihren Humor den in dauernder Spannung gehaltenen Zuschauer nicht aus dem Lachen herauskommen lassen.“
„Eine turbulente Komödie mit der großartigen Ossi Oswalda, die in der Rolle eines Varietéstars beinahe vor Energie platzt. Sie liebt einen erfolglosen Zahnarzt, der aber auf Wunsch seines reichen Onkels ein Mädchen aus der Provinz heiraten soll. Die daraus resultierenden Verwirrungen bieten Ossi Gelegenheit für ihre berühmten Temperamentsausbrüche, für Versteckspiele in Männerkleidung, Komik und Anarchie. Neben Ossi glänzen Georg Alexander und Max Hansen.“
Obwohl Ossi Oswalda (1897–1947) auch noch weiterhin sehr produktiv und beim Publikum beliebt war, ist sie bis heute vor allem als weiblicher Star der Lubitsch-Komödien aus den Jahren 1916–1919 bekannt. Sie galt damals als deutsche Ausgabe von Mary Pickford. Dagegen sind ihre späteren Stummfilme fast vollkommen in Vergessenheit geraten. Das Varieté-Milieu griff sie noch einmal in ihren beiden einzigen Tonfilmen auf: in Georg Jacobys Der keusche Josef (1930) sah man sie als Messerwerferin und in Alfred Zeislers Der Stern von Valencia (1934) verkörperte sie die Varieté-Tänzerin Rita.
Als sich in Hamburg das Flora-Theater am Schulterblatt als Kino-Varieté neu etablierte, gab es zur Eröffnung am 24. September 1926 mit Die Kleine vom Varieté den dazu passenden Film.
Sowohl der Regisseur Hanns Schwarz als auch der Drehbuchautor Wilhelm Thiele (eigtl. Isersohn) und der Darsteller Max Hansen mussten Deutschland 1933 „aus rassischen Gründen“ verlassen. Der Produzent Paul Davidson hatte sich bereits 1927 das Leben genommen  – Die Kleine vom Varieté war seine letzte Produktion gewesen.

## Wiederaufführungen
Die Kleine vom Varieté lief auf dem International Queer Film Festival im Metropolis Kino in Hamburg am Sonntag, den 23. Oktober 2011 um 10.30 Uhr mit Unterstützung durch die Friedrich-Wilhelm-Murnau-Stiftung Wiesbaden. Für die musikalische Illustration live am Klavier sorgte Dr. Werner Loll.
Das Zeughaus-Kino Berlin zeigte Die Kleine vom Varieté in seiner Reihe Komödiantinnen der Stummfilmzeit am Mittwoch, den 30. November 2016, 20.00 Uhr mit Klavierbegleitung durch Peter Gotthardt.
Das kommunale FilmhausKino in Nürnberg zeigte “Die Kleine vom Varieté” am Sonntag, den 24. Juni 2018 um 20.00 Uhr. Am Flügel begleitete D. Meyer.